# Jerzy Kozłowski
Jerzy Kozłowski (ur. 12 lutego 1962 w Kaliszu) – polski przedsiębiorca i polityk, poseł na Sejm VIII kadencji.

## Życiorys
Ukończył II Liceum Ogólnokształcące im. Tadeusza Kościuszki w Kaliszu oraz w 1982 Policealne Studium Zawodowe przy MERA-ZAP. W połowie lat 80. należał do Solidarności Walczącej, gdzie zajmował się drukiem oraz kolportażem antykomunistycznych ulotek. Był członkiem zarządu oddziału SW w Kaliszu.
Wykonywał zawód księgowego, wkrótce po wejściu w życie tzw. ustawy Wilczka otworzył własne biuro księgowe. Zajmował się w jego ramach obsługą różnych podmiotów. Od 1998 wspólnie z żoną zajmował się prowadzeniem biura podróży w Kaliszu. W 2014 został przewodniczącym lokalnych struktur Ruchu Obywatelskiego na rzecz JOW.
W wyborach parlamentarnych w 2015 jako kandydat bezpartyjny wystartował do Sejmu z pierwszego miejsca na liście KWW Kukiz’15 w okręgu kaliskim. Otrzymał 10 587 głosów (czyli 2,92% głosów w okręgu), uzyskując mandat posła VIII kadencji. Został członkiem Komisji Zdrowia, Komisji Ustawodawczej oraz Komisji Kultury Fizycznej, Sportu i Turystyki. W 2016 został członkiem Parlamentarnego Zespołu ds. Bezpieczeństwa Programu Szczepień Ochronnych Dzieci i Dorosłych (zrezygnował z członkostwa 17 października 2017).
W wyborach samorządowych w 2018 ubiegał się o stanowisko prezydenta Kalisza, zdobywając 1,76% głosów, co dało mu ostatnie, ósme miejsce. Bez powodzenia kandydował także w wyborach do Parlamentu Europejskiego w 2019. W sierpniu tegoż roku opuścił Kukiz’15, współtworząc koło poselskie Unii Polityki Realnej, którego został przewodniczącym. W wyborach w 2019 z listy PiS nie uzyskał poselskiej reelekcji.
W 2020 został specjalistą ds. windykacji w Kaliskich Liniach Autobusowych.

## Życie prywatne
Żonaty z Katarzyną, ma syna Macieja. Mieszka w Kaliszu.